# Voskresnyj papa
Voskresnyj papa (russisk: Воскресный папа) er en sovjetisk spillefilm fra 1985 af Naum Birman.

## Medvirkende
- Dmitrij Grankin som Aljosjka
- Jurij Duvanov som Dmitrij Sergejev
- Tamara Akulova som Masja Sergejeva
- Galina Polskikh som Zoja Aleksandrovna
- Boris Sjjerbakov som Petja